# Bukowiec (gmina Bukowiec)
Bukowiec – (niem. Bukowitz, 1942-1945 Hasenmühl) wieś w Polsce położona na pograniczu Kociewia w województwie kujawsko-pomorskim, w powiecie świeckim, w gminie Bukowiec.
Wieś leży na trasie nieczynnej linii kolejowej Terespol Pomorski-Pruszcz-Złotów i w pobliżu drogi wojewódzkiej nr 240. Miejscowość jest siedzibą gminy Bukowiec. Według Narodowego Spisu Powszechnego (III 2011 r.) liczyła 1356 mieszkańców. Jest największą miejscowością gminy Bukowiec.

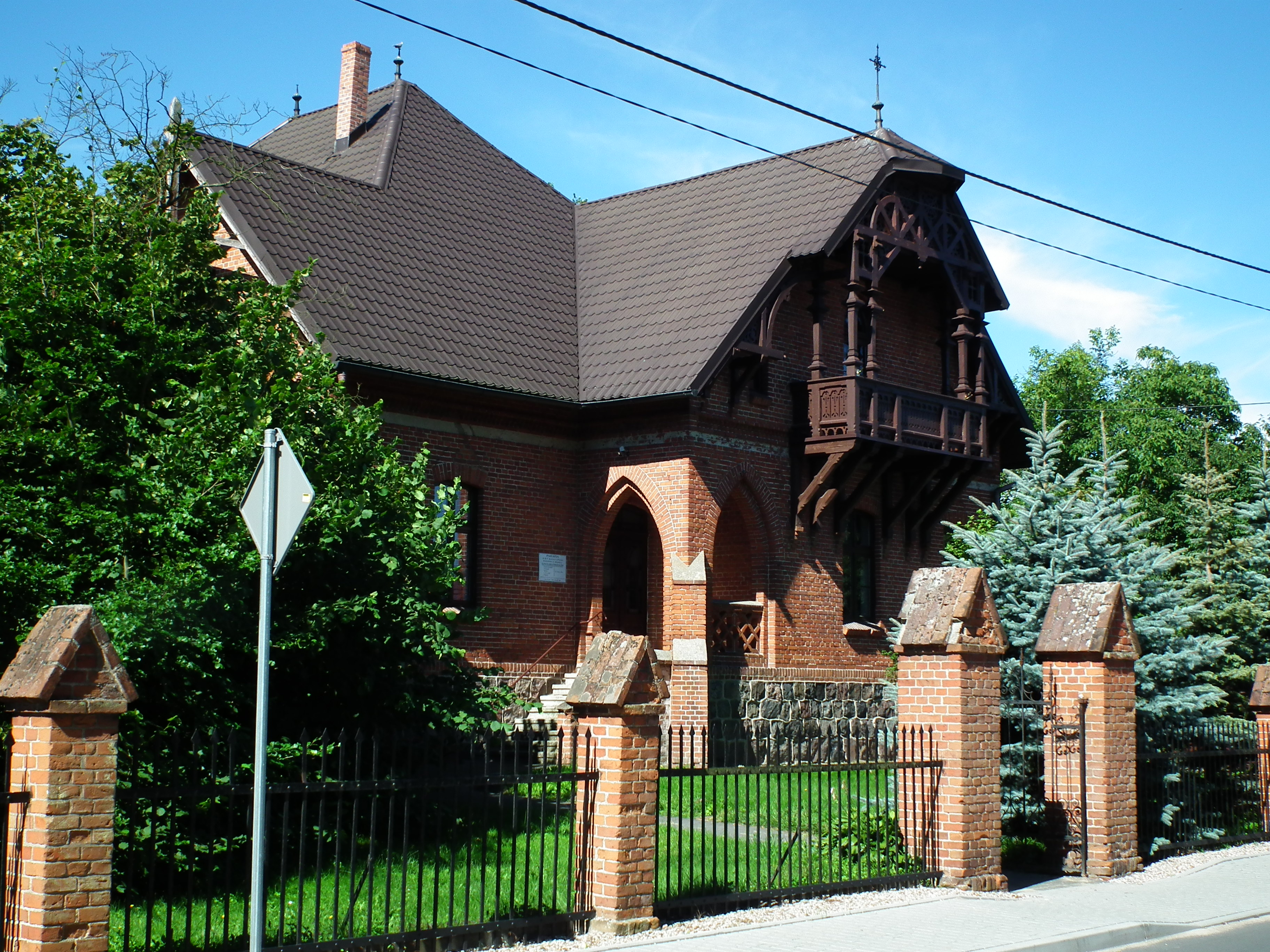
Plebania

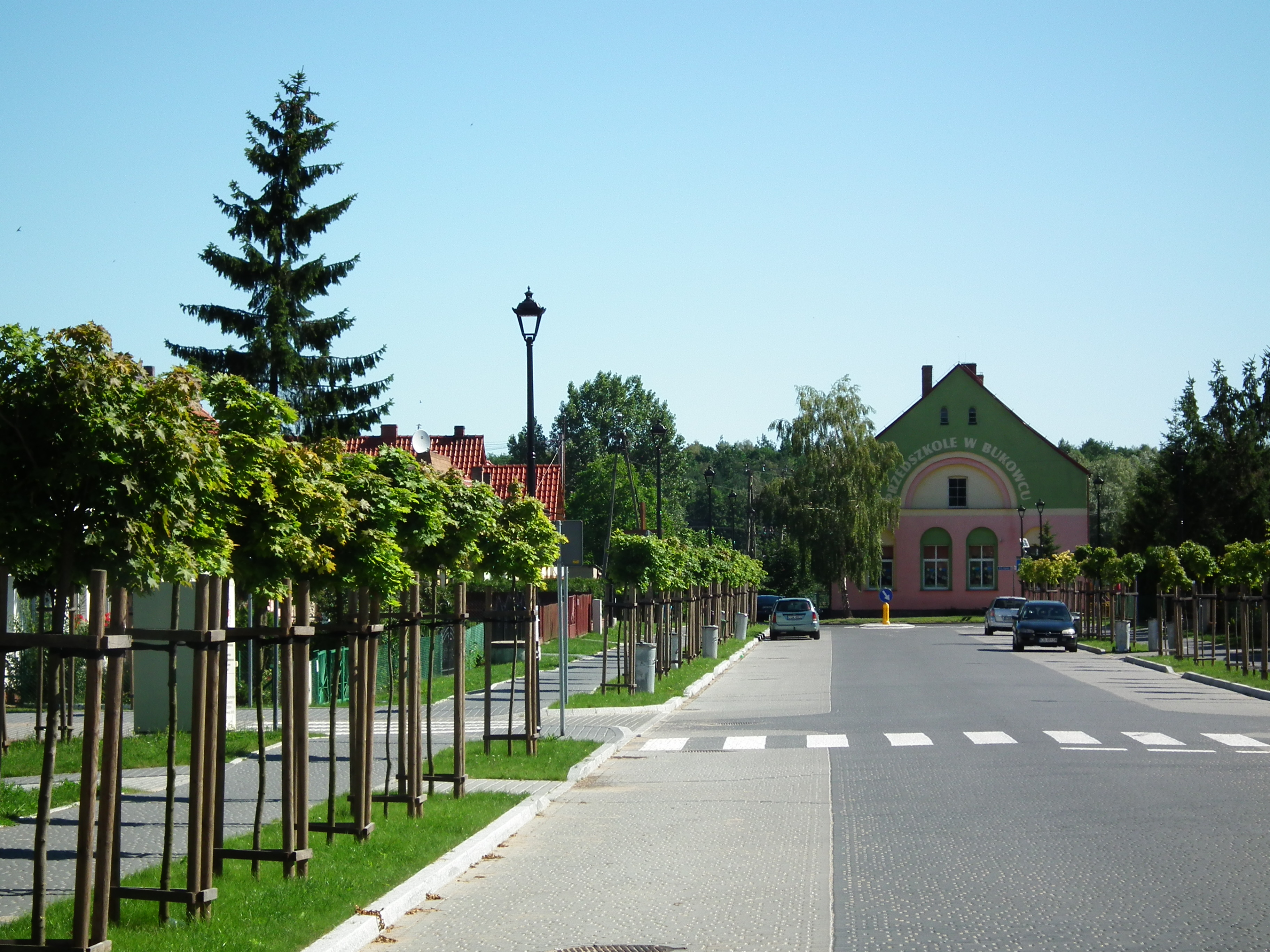
Przedszkole

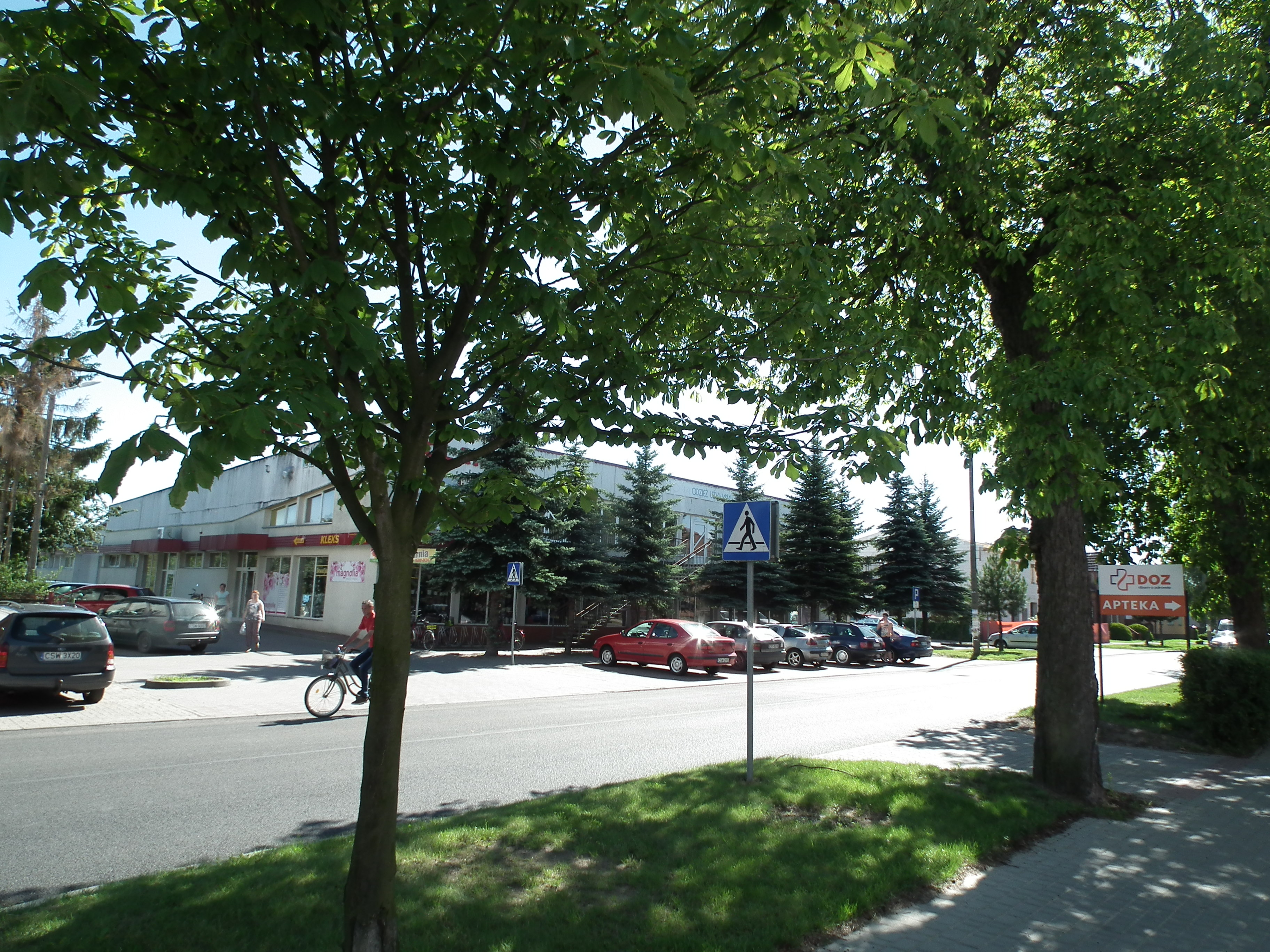
Centrum wsi

## Historia i zabytki
Pod koniec XIX wieku mieszkał tu i zmarł znany lekarz i regionalista kaszubski doktor Florian Ceynowa. Jedynym zabytkiem miejscowości jest poewangelicki parafialny kościół katolicki pw. Najświętszej Maryi Panny Królowej Polski.
Co roku odbywa się tu inscenizacja bitwy pod Bukowcem stoczonej 3 września 1939.
W latach 1954–1972 wieś należała i była siedzibą władz gromady Bukowiec. W latach 1975–1998 miejscowość należała administracyjnie do województwa bydgoskiego.

## Ochrona przyrody
W tej wsi znajduje się 8 drzew uznanych za pomniki przyrody:
| Nazwa           | Lokalizacja                | Sztuk | Obwód          | Zdjęcie |
| Cis pospolity   | ul. Dworcowa, park wiejski | 3     | 120, 91, 76 cm |         |
| Dąb szypułkowy  | ul. Dworcowa               | 1     | 390 cm         |         |
| Cis pospolity   | przy Urzędzie Pocztowym    | 2     | 90, 78 cm      |         |
| Jesion wyniosły | ul. Dworcowa, park wiejski | 2     | 285, 285 cm    |         |